# Faits économiques et sociaux au Ve siècle

Chronologie de l'économie
IVe siècle - Ve siècle - VIe siècle

## Événements
- 395-437 : rédaction de la  Notitia dignitatum (registre des dignitaires) qui décrit les divisions administratives et militaires de l'Empire romain et énumère tous les postes qui leur correspondent ainsi que les insignes. Elle dresse la liste de toutes les unités de l'armée impériale mais ne donne aucun effectif[1].
- Après 451 : avec la perte du tribut de l’Empire d’Orient et de celui d’Occident, l’Empire hunnique connaît des difficultés financières. Attila émet des solidi d’or, imitant ceux de Théodose II, pour calmer ses alliés germaniques établis au nord de la zone hunnique avant sa campagne en Gaule[2].
- 498 : suppression du chrysargyron[3]. Réforme monétaire et fiscale d'Anastase Ier dans l'empire byzantin. Le follis de cuivre obtient une valeur stable par rapport au solidus d'or. La perception des impôts est désormais assurée par des fonctionnaires de l'empire relevant de la Préfecture du prétoire, au détriment des curiales des cités[4]. La réforme permet de restaurer les finances de l'État.

- Baisse démographique dans l'occident romain entre le IIIe siècle et la fin du Ve siècle sous l'effet des invasions barbares et des catastrophes naturelles ; une épidémie de peste inguinaire atteint la Gaule, l'Espagne et l'Italie en 442, des famines ont lieu en 409, 411 dans les mêmes régions et en 450 en Italie ; des régions entières sont dépeuplées[5],[6].
- Face au déclin démographique, la classe municipale des « curiales », dont les fonctions sont devenues héréditaire en 325, ne peut plus assurer la rentrée des impôts et cherche à fuir ses obligations. Le système financier s’effondre dans l’Empire d’Occident[7].
- Pénurie de métaux dans l’Empire romain à la fin du IVe siècle et au Ve siècle due au manque de main-d’œuvre[8].
- L'économie agricole se réorganise en Europe autour de centres moins nombreux mais plus solides. De grands domaines agricoles antiques restent actif pendant les Ve siècle et VIe siècle (jusqu'au VIIe siècle à La Gramière, près de Castillon-du-Gard) pendant que des « sites perchés » se développent sur les hauteurs à partir du Ve siècle (La Malène en Lozère, le Roc de Pampelune à Argelliers dans l'Hérault ou le Camp du Château à Salins-les-Bains dans le Jura). Témoins d'échanges dynamiques et d'une activité économique liée avec les habitats des plaines, ils sont souvent abandonnés au VIIIe siècle[9].